# Sentiero Wales Coast
Il sentiero Wales Coast (in gallese Llwybr Arfordir Cymru, in inglese Wales Coast Path) è un sentiero di lunga percorrenza a piedi in Galles, che parte da Chepstow, nel sud, e arriva a Queensferry, nel nord del paese, lungo un percorso di 1.400 km. È stato inaugurato il 5 maggio 2012.
Il sentiero attraversa undici riserve naturali nazionali e le altre riserve naturali, fra cui quelle gestite dal The Wildlife Trusts e dalla Royal Society for the Protection of Birds. Comprende, fra gli altri, il Sentiero Pembrokeshire. Lonely Planet ha valutato la costa del Galles prima nel suo Best in Travel per il 2012.

## Storia
Il percorso Wales Coast è stato progettato dal governo gallese in collaborazione col Countryside Council for Wales, sedici autorità locali e due parchi nazionali. Dal 2007 il governo gallese ha investito circa 2 milioni di sterline all'anno per questo progetto. 
Il percorso è di circa 870 miglia (1.400 km) del percorso del Galles Costa costeggia il percorso Dyke Path, e costeggia confine con l'Inghilterra, creando un sentiero di circa 1.660 chilometri a piedi lungo tutto il Galles.
È stato inaugurato il 5 maggio 2012, ed è il primo sentiero che percorre l'intero paese.

## Altre immagini

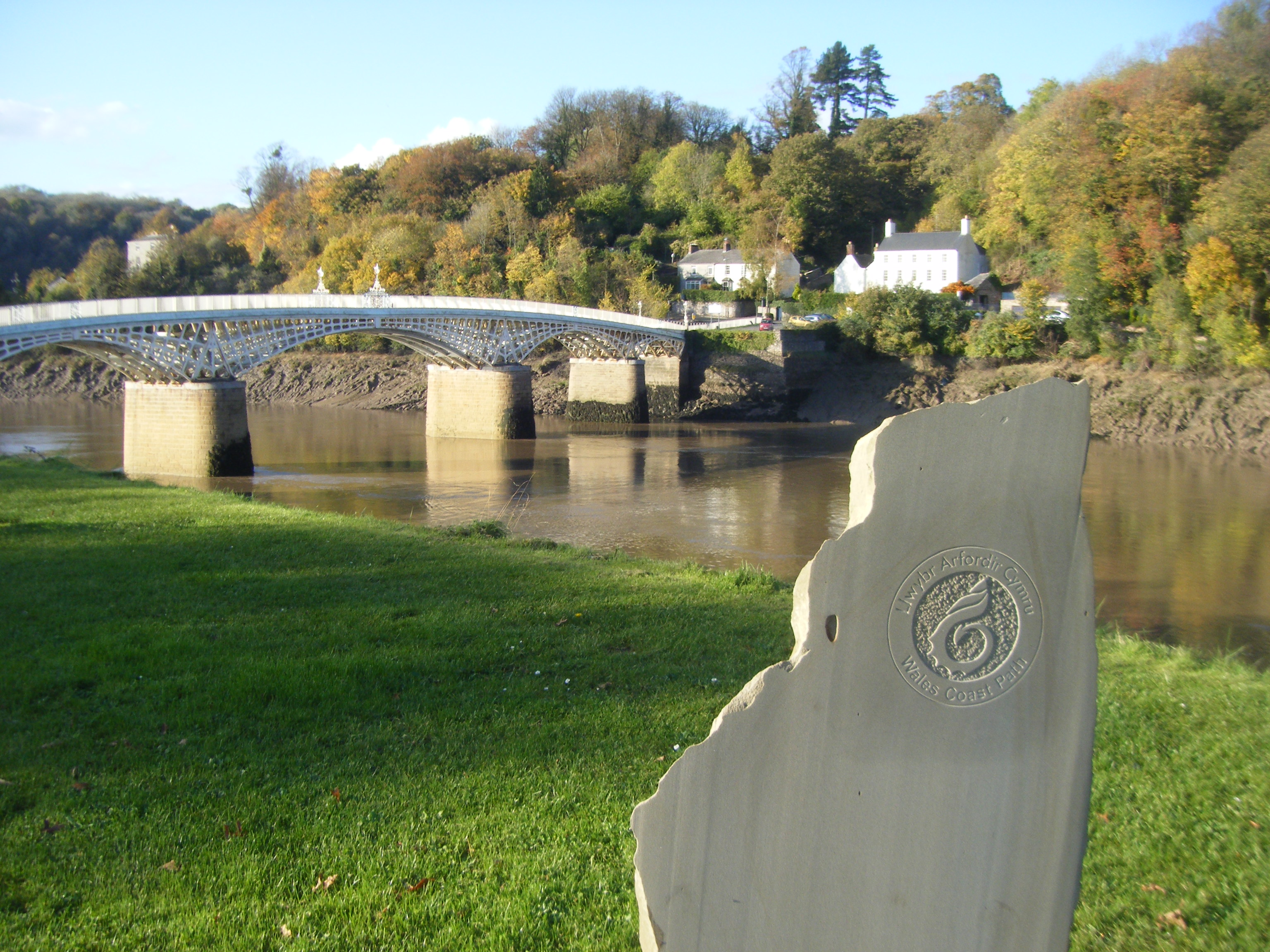
La pietra a Chepstow che segna l'estremità sud del Sentiero Wales Coast, con inciso logo ufficiale